# Carson Foster
Carson Foster (* 26. Oktober 2001 in Cincinnati, Ohio) ist ein US-amerikanischer Schwimmer und vierfacher Weltmeister (2021–2022).

## Karriere
Foster war von jungen Jahren an an der Spitze seiner Altersklasse und machte als zehnjähriger auf sich aufmerksam, als er den US-Altersklassenrekord über 50 Meter Schmetterling von Michael Phelps unterbot und mit 29,91 Sekunden der jüngste Amerikaner wurde, der die Strecke unter 30 Sekunden schwimmen konnte.
2017 nahm er als 15-jähriger an den Junioren-Weltmeisterschaften in Indianapolis teil und wurde Vizeweltmeister mit der 4-mal-200-Meter-Freistilstaffel sowie über 200 Meter Rücken.
Bei den Kurzbahnweltmeisterschaften 2021 in Abu Dhabi wurde Foster Weltmeister mit der 4-mal-200-Meter-Freistilstaffel und gewann Silber über 200 Meter Lagen sowie Bronze über 400 Meter Lagen.
2022 wurde er bei den Weltmeisterschaften in Budapest auch auf der Langbahn Weltmeister mit der 4-mal-200-Meter-Freistilstaffel und konnte seinen Kurzbahn-Titel mit der Staffel in Melbourne erfolgreich verteidigen. Außerdem wurde er in Budapest Vizeweltmeister über 200 und 400 Meter Lagen.
Auch bei den Weltmeisterschaften 2023 in Fukuoka wurde Foster Vizeweltmeister über 400 Meter Lagen.
Bei den Weltmeisterschaften 2024 in Doha gewann Foster drei Medaillen und wurde unter anderem Vizeweltmeister über 200 Meter Lagen. Fünf Monate später bei den Olympischen Spielen in Paris wurde er Dritter über 400 Meter Lagen und Zweiter mit der 4-mal-200-Meter-Lagenstaffel.